# Selaginella marahuacae
Selaginella marahuacae är en mosslummerväxtart som beskrevs av Alan Reid Smith. Selaginella marahuacae ingår i släktet mosslumrar, och familjen mosslummerväxter. Inga underarter finns listade i Catalogue of Life.